# Крыгин, Геннадий Петрович
Геннадий Петрович Крыгин (род. 3 января 1936) — советский хоккеист, нападающий.

## Биография
В составе команды Горького победитель всесоюзных соревнований юношеских команд игроков 1936—1937 г. р. сезона 1953/54.
Выступал за команды «Торпедо-2» Горький (1955/56), «Торпедо» Горький (1955/56 — 1958/59), «Динамо» Горький (1958/59 — 1959/60), «Даугава-РВЗ» Рига (1960/61).